# 霍洛-古杜鲁-沃莱加地区

埃塞俄比亚地图

霍洛-古杜鲁-沃莱加地区（英语：Horo Guduru Welega Zone）是埃塞俄比亚奥罗米亚州的20个地区之一，首府山布。
根据埃塞俄比亚中央统计局2007年进行的人口普查，该地区总人口为570040人，其中男性285,515人，妇女284525人。64,739或11.36%的人口是城市居民。在这个地区共计有121136户家庭，平均每户有4.71人，住房单位为112403户。两个最大的族群是奥罗莫族（86.12%）和阿姆哈拉族（13.34%）；其他所有族裔群体占人口的0.54%。大多数居民是新教徒，42.99%的人口表示他们实行了这种信仰，38.47%的人口是埃塞俄比亚正教，8.91%的人信奉当地传统信仰，8.61%的人口为穆斯林。